# Década de 800

## Nascimentos
- c. 800/805 — Alfragano (Abū al-ʿAbbās Aḥmad ibn Muḥammad ibn Kathīr al-Farghānī), astrónomo persa que trabalhou para a corte abássida em Bagdade (m. c.  861–880).